# Крила комах

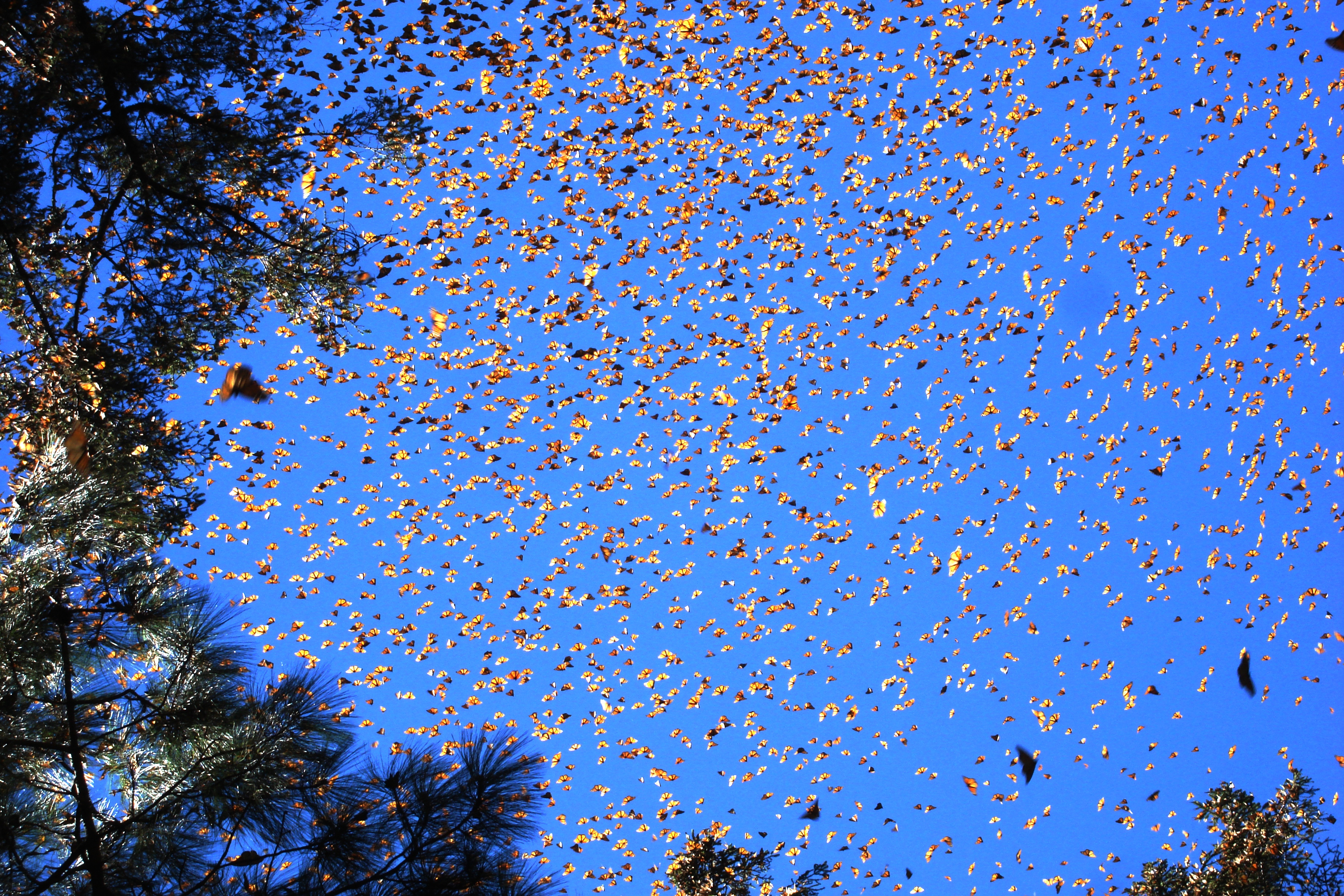
Масова щорічна міграція метелика монарха (Danaus plexippus). Мексика

Крила — бічні складки екзоскелета комах, які дозволяють їм активно переміщуватись у повітрі, тобто літати.
Крила комах — унікальний витвір природи, адже:
- з усіх безхребетних тварин крила мають лише комахи;
- крила хребетних (птахи, кажани) є видозміненими передніми кінцівками, тоді як у комах крила — вирости стінки тіла;
- на відміну від решти придатків комах, крила не мають власних внутрішніх м'язів;
- крила забезпечують такий механізм польоту, аналогів якому немає ані в тваринному світі[1], ані в техніці.

Наявність крил — один з факторів, що спричинили розквіт класу комах, дозволили їм заселити майже весь суходіл  і посісти панівне становище в екосистемах.
Особлива конструкція крил забезпечує дуже досконалий, швидкий та маневрений політ комах

## Будова крил

### Розташування і покриття
Крила розташовані на сегментах грудей — другому (середньогруди) та третьому (задньогруди).
Звичайно, у комах дві пари крил — передні і задні. За загальним планом будови крило є двошаровою складкою — продовженням бічної стінки тіла. Верхня і нижня поверхні крила складаються з тонких хітинових мембран. У місці кріплення крила на бічній поверхні грудей є гнучка мембранна платівка (плейрит) з потовщеними міцними ділянками. Вона утворює спрямований догори міцний стовбчик, до якого рухомо причленоване крило. Стовпчик є для нього точкою опори і утворює важіль з коротким (основа крила) й довгим (решта крилової платівки) плечима.
У спокої частина бабок, комарі-довгоноги тримають крила горизонтально, спрямованими у боки. Але більшість комах звичайно кладуть їх вздовж тулуба. У метеликів, волохокрильців, одноденок, прямокрилих, золотоочок, попелиць, цикад та інших вони прикладаються одне до одного над тілом у вигляді «хатки». У веснянок, тарганів, трипсів,перетинчастокрилих та двокрилих крила розпластані на спинці. При цьому одна пара може частково прикривати іншу або складатися. У комах, які мають надкрила, задні крила згортаються вздовж (як віяло) і впоперек.
Крила комах тонкі, як правило, прозорі і вкриті чутливими волосками. Частина з них є датчиками зовнішніх чинників, важливих для польоту — швидкості й напрямку руху повітряних потоків тощо. Бахрома волосків вздовж заднього краю крил збільшує гребну поверхню крила і допомагає долати в'язкість повітря. Це особливо важливо для дрібних комах — трипсів, молей. У волохокрильців крила густо вкриті волосками, у метеликів — лусочками, які підвищують підйомну силу крил.
У багатьох чотирикрилих комах є певні структури, які зчеплюють переднє й заднє крила кожного боку між собою.

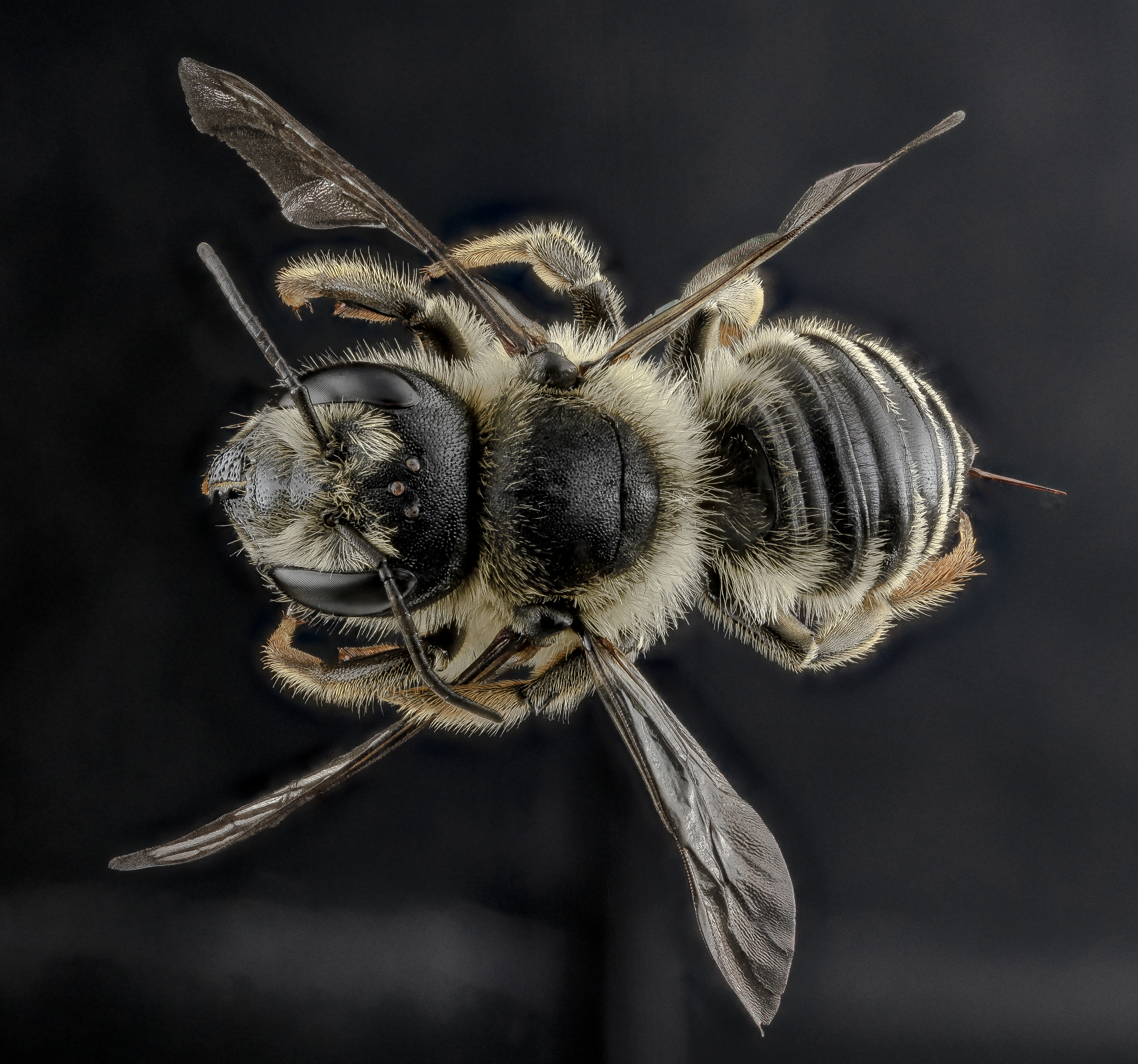
Бджола Megachile inermis подібно до усіх перетинчастокрилих має чотири крила…

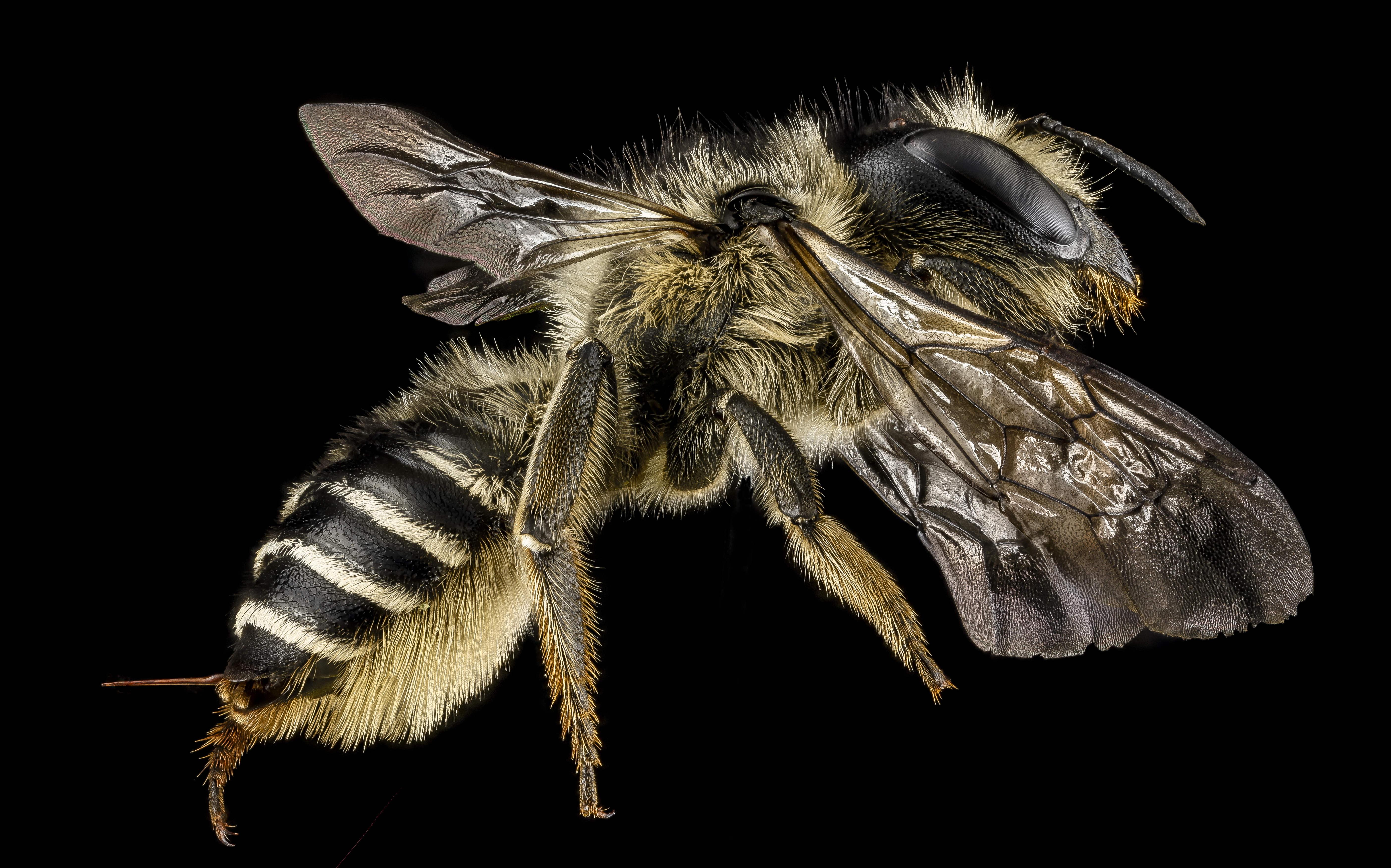
… але задній край передніх крил загнутий так, що легко зчеплюється з переднім краєм задніх крил. Завдячуючи цьому в польоті вони працюють злагоджено, як одне ціле

### Жилкування
Жорсткість крилу надають опорні елементи — жилки, що йдуть вздовж і впоперек крила.
Жилки переднього краю, як правило, товстіші і тому міцніші. Поблизу вершини крила є темна цяточка — птеростігма, ділянка потовщеного хітину, важлива для польоту.

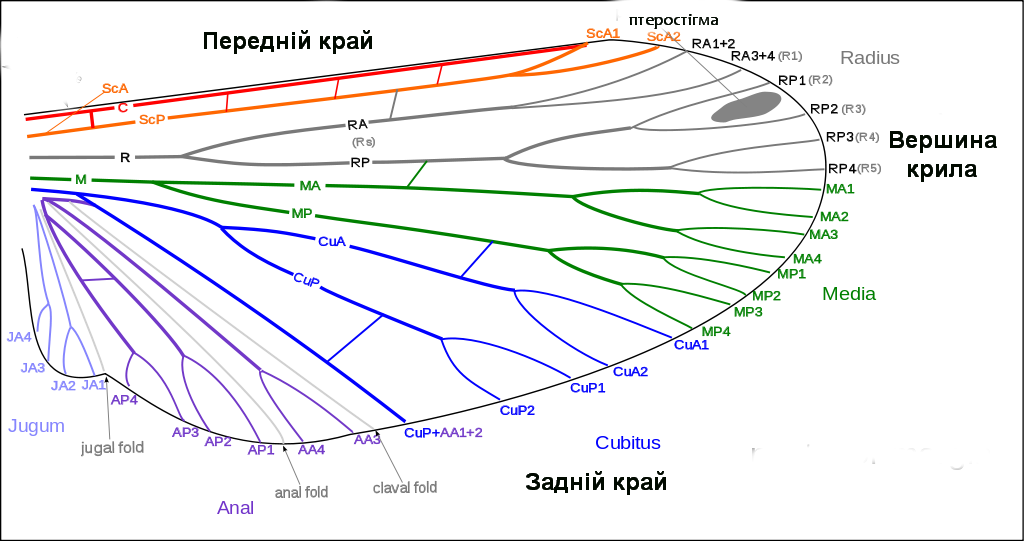
Схема типового заднього крила (поперечні жилки не показано). Кожна жилка та її відгалуження мають власні назви та позначення: C — костальна, Sc — субкостальна, R — радіальна, M — медіальна, Cu — кубітальна, A — анальна і т. д.. Коротенькі жилки при основі, де крило згортається, називають югальними. Ділянку, що займає певна жилка із розгалуженнями, називають сектором або областю (радіальною, медіальною тощо), ділянка між суміжними відрізками жилок — коміркою. Комірки можуть бути відкритими (межують із краєм крила) та закритими (оточені жилками з усіх боків). Сірими лініями окреслено ділянки утворення складок (fold) крила

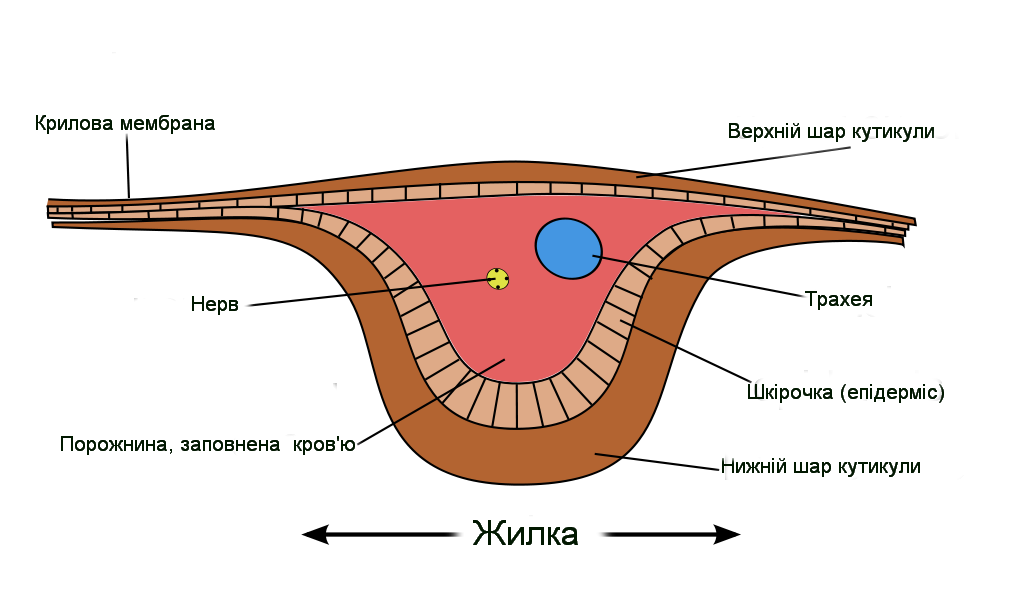
Поперечний переріз товстої крилової жилки. Менші за діаметром жилки найчастіше є не трубками, а суцільними твердими хітиновими структурами

Завдяки жилкам крило набуває міцності та гнучкості і утворює складки, які додатково укріплюють його, збільшують поверхню та покращують профіль.
Розгалуженість жилок, кількість поперечних жилок дуже різняться у комах різних рядів.

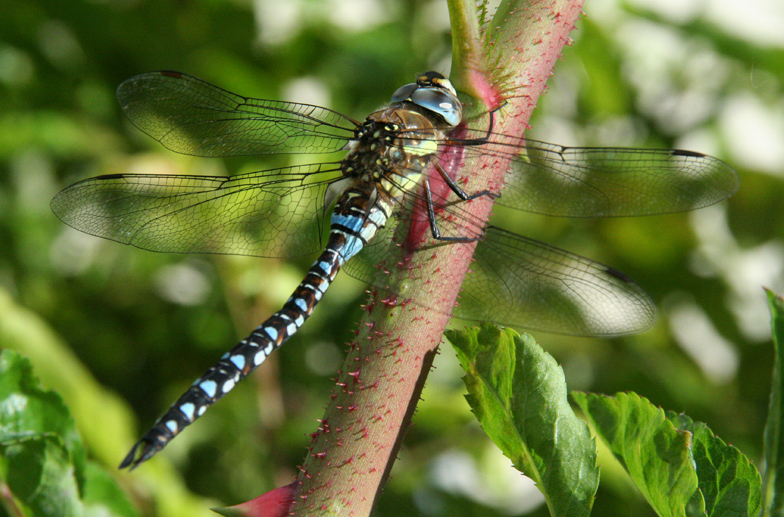
Бабка з роду коромисло (Aeshna). У бабок і сітчастокрилих жилкування утворює величезну кількість комірок

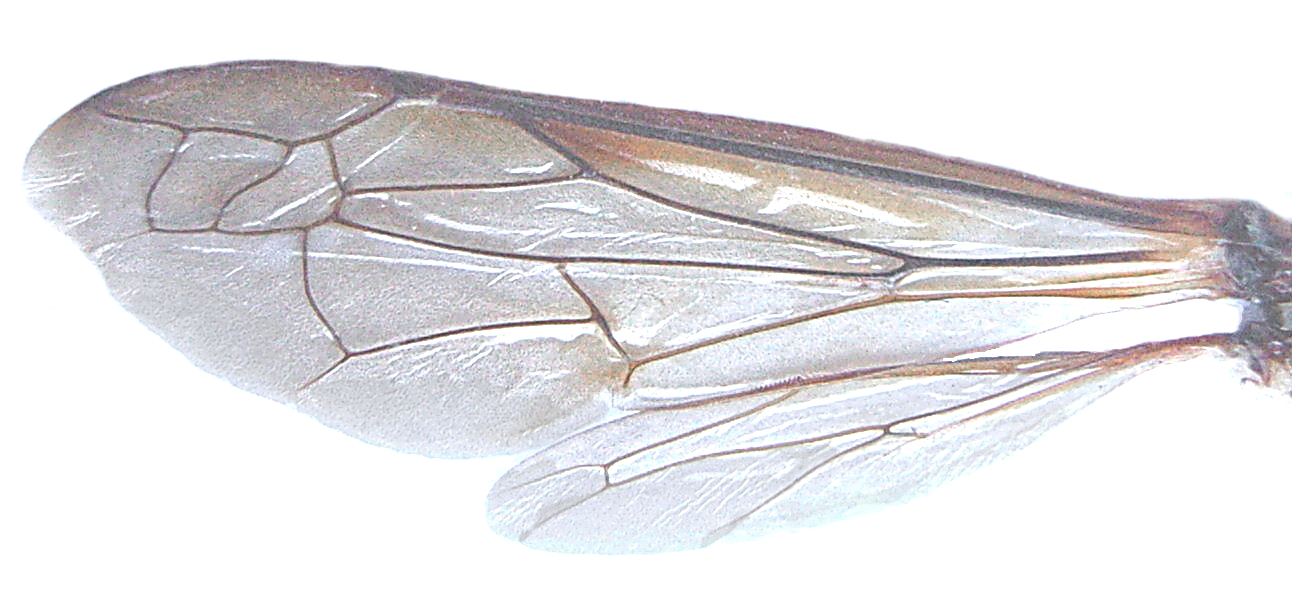
Крила оси. У них, як і в більшості комах, кількість жилок та комірок невелика

У кожного таксона звичайно свій візерунок жилок, і це дуже допомагає у розпізнаванні комах до рівня родини, а в багатьох випадках навіть до роду й виду. Порівняння жилкування різних таксонів дозволяє судити про походження, вік та спорідненість таксонів.

### Розміри й форма
Серед комах найбільші у розмаху крила має метелик агрипіна, а рекордсмен за площею крил — сатурнія Attacus atlas. Обидва метелики — мешканці тропіків. Ймовірно у минулі геологічні епохи розміри крил у комах були більшими. Зокрема, відомий відбиток вимерлої бабки Meganeura (див. нижче), розмах крил якої сягав 71 см. Володар найменших крил — їздець Dicopomorpha echmepterygis, довжина тіла якого не перевищує 0.2 мм.У більшості комах крила, якщо і довші за тіло, то ненабагато. Найбільшим це відношення є в метеликів, деякі з них мають довжелезні крила при досить короткому тілі.

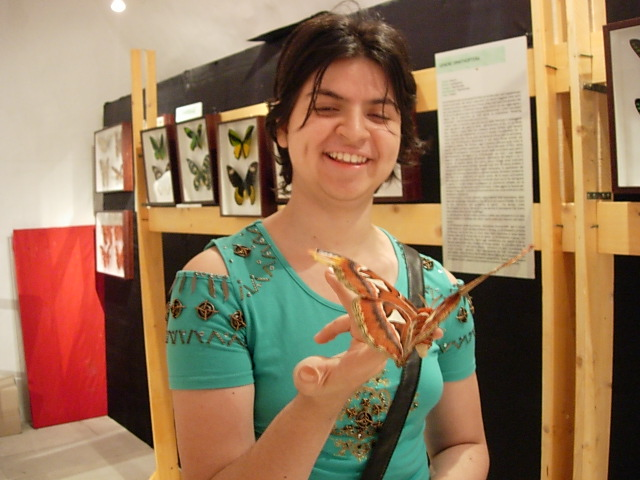
Сатурнія Attacus atlas, розкривши крила, легко перекриває ними долоню дорослої людини

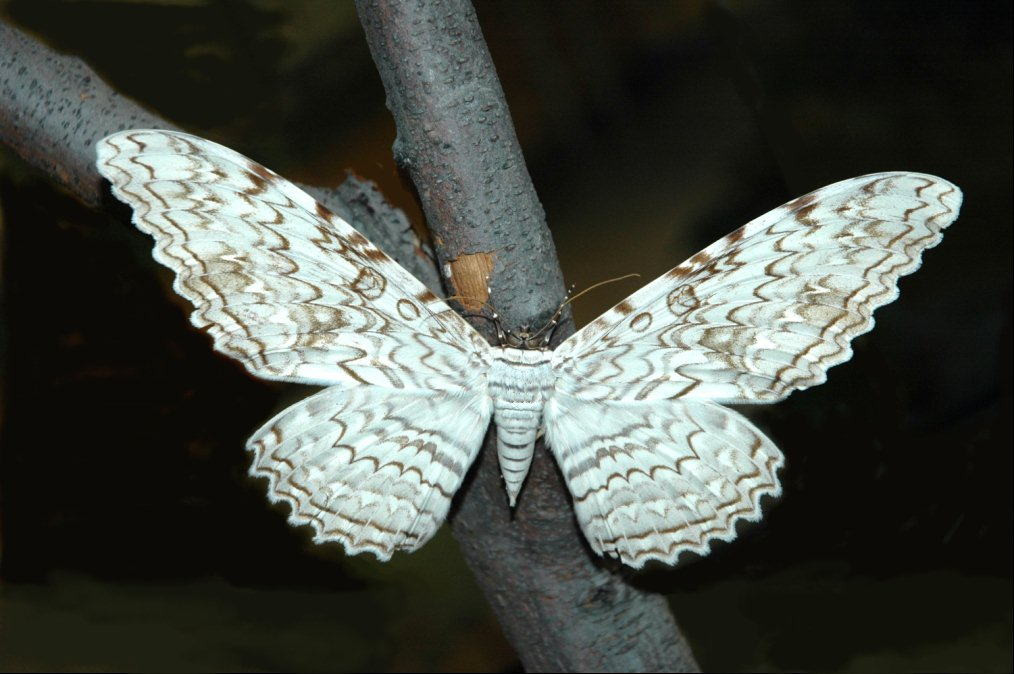
Максимальний розмах крил совки Thysania agrippina становить 25-31 см

Передні й задні крила між собою можуть розрізнятися — за формою, розміром, забарвленням тощо. Наприклад, у перетинчастокрилих (бджоли, оси та інші) задня пара крил має вигляд невеличких перетинок. Зменшені задні крила також у нічних метеликів бражників, одноденок тощо.(Див. також статтю «Надкрила»). У денних метеликів задні крила, на відміну від передніх, можуть нести відростки («хвостики» у махаона), які часом виявляються довшими за основну крилову платівку (метелик Eustera troglophylla).

### Безкрилість
Крила є лише у представників підкласу крилатих (Pterygota), а в комах підкласу первиннобезкрилих (Apterygota) вони відсутні. Екологічні причини
редукції крил у комах вивчав І. М. Кержнер.
Повністю розвинені крила, за допомогою яких можна літати, мають лише імаго. Єдиним винятком є ряд одноденок (Ephemeroptera). В них передостання, статево незріла стадія розвитку (субімаго) вже має добре розвинені крила.
Рудиментація крил та повна їх втрата є наслідком якихось особливих умов існування чи розвитку і призводить до втрати здатності літати. Комахи — мешканці океанічних островів мають лише рудиментарні рештки крил. Долати у польоті високошвидкісні потоки повітря вони не здатні, а крилові платівки збільшують парусність тіла і ймовірність бути унесеним вітром в океан. Такі ж «рештки» крил мають комахи, що мешкають у просторово обмежених порожнинах. У багітьох жуків-мешканців посушливих та жарких біотопів (наприклад, чорнотілок)задні крила зникають або стають рудиментами, а надкрила зростаються. Не мають повноцінних крил комахи, що ведуть виключно сидячий спосіб життя (самці щитівок, червеців тощо), ектопаразити волосяного чи пір'яного покриву (воші, блохи, пухоїди, постільний клоп.
Безкрилі форми досить звичайні перед комах, що розселюються завдяки фітохорії.
Досить часто повноцінні крила мають лише окремі форми всередині одного виду.

## Розвиток в онтогенезі

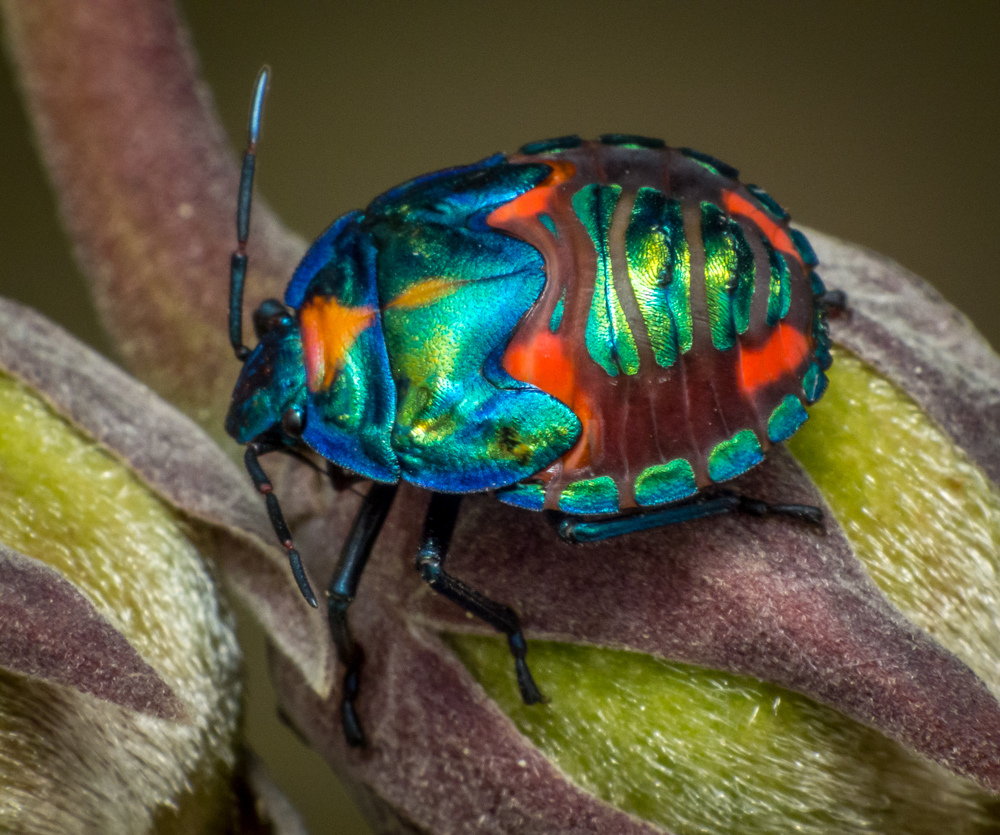
Личинка клопа-арлекіна Tectocoris diophthalmus. В передній частині тіла видно трикутні лопаті — крилові зачатки

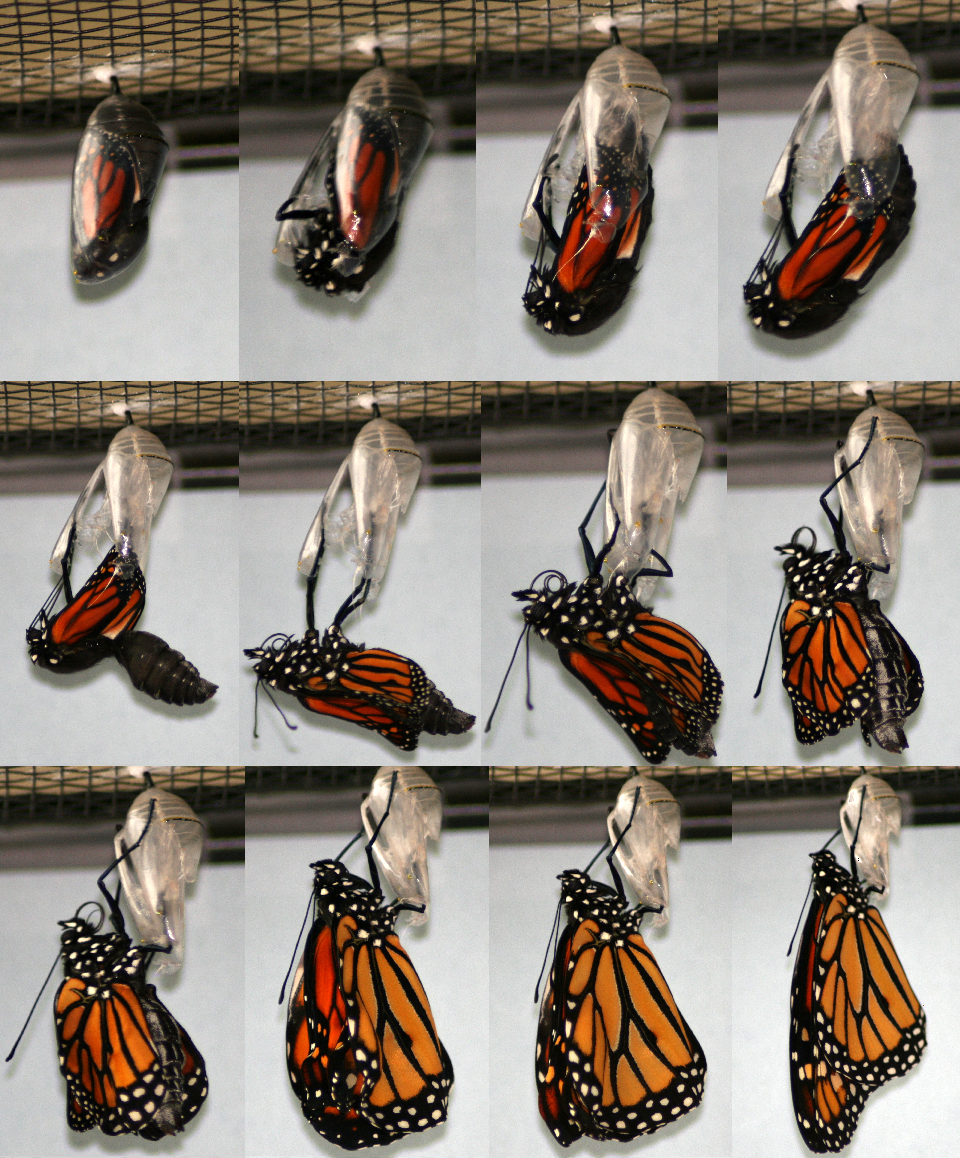
Вихід з лялечки метелика монарха Danaus plexippus. Повне розправлення крил обіймає у нього чверть години

У комах з неповним перетворенням зачатки крил з'являються на одній з личиночних стадій. З цього моменту після кожного линяння зачатки стають дедалі більшими і після останнього линяння досягають розмірів, притаманних імаго. (Виняток становлять одноденки — див. вище).
У комах із повним перетворенням процес утворення крил відбувається дещо складніше. У них на стадії личинки всередині тіла відокремлюються скупчення недиференційованих клітин. При утворенні лялечки під її покривами поступово формуються зовнішні зачатки крил, а згодом і повноцінні крила. Коли її розвиток добігає кінця, покриви репаються, і імаго вибираються назовні. Це нелегко зробити комахам із великим крилами — бабкам, метеликам. Їх крила після виходу з лялечки схожі на невеликі м'яті ганчірочки. Комахи випростовують їх, поступово вони наповнюються гемолімфою та повітрям, розтягаються, підсушуються і набувають вигляду справжніх крил).

## Походження крил
Існує декілька гіпотез щодо виникнення та еволюції крил у комах. Найвірогіднішою зараз вважають гіпотезу, за якою крила виникли внаслідок розвитку бічних лопатеподібних виростів на грудях прадавніх комах. Ці вирости могли виникнути для захисту тіла або як пристосування до проникнення у щілини, шпарини, під кору. Вони допомагали врятуватись планеруванням на випадок раптової небезпеки. Це надавало їм переваги перед швидко бігаючими хижаками (павуками, багатоніжками). На користь цієї гіпотези свідчить наявність грудних паранотальних лопатей, які добре видні на відбитках давніх крилатих комах, знайдених палеонтологами. Подібно до крил, ці лопаті мали жилкування.
Внаслідок тиску природного добору площа лопатей, ймовірно, зростала, всередину них проникали відгалуження трахей і ставали жилками. Виникло шарнірне з'єднання лопатей з тулубом. Попервах лопаті розміщувалися на усіх трьох члениках грудей, але із часом на передньогрудях вони зменшувалися і зрештою зникли. Жилки ставали дедалі більшими і міцнішими, ділянки мембрани між ними — тонкими й легкими. Згодом виник механізм складання тонкиї мембрани вздовж жилок (схоже з тим, як складається парасолька вздовж стальних спиць). Одночасно тривали зміни тіла в цілому, у способі життя, місцях мешкання. Це накладало відбиток на еволюцію крил у комах різних груп.